# 離珠四
天鷹座69，又名BD-03 4918，HD 195135、SAO 144495、HR 7831，是天鷹座的一颗恒星，视星等为4.91，位于銀經41.97，銀緯-23.1，其B1900.0坐标为赤經20h 24m 25.4s，赤緯-3° -23.1′ 5″。